# Ignác Grebáč-Orlov
Ignác Grebáč-Orlov, vlastním jménem Ignác Grebáč (25. ledna 1888 Námestovo – 26. dubna 1957 Ružomberok), byl slovenský římskokatolický kněz, československý politik, meziválečný poslanec Národního shromáždění za Hlinkovu slovenskou ľudovou stranu, básník, publicista a překladatel (používal pseudonymy Ignác Orlov, Benjamín, Vraňák, Vraňár apod.).

## Biografie
Po gymnaziálních studiích v Trstené, Ružomberku a Rožňavě, kde v roce 1907 složil maturitní zkoušku, vstoupil do kněžského semináře ve Spišské Kapitule. Své básně, ovlivněné Pavlem Országhem-Hviezdoslavem, Ivanem Kraskem a poezií slovenské moderny, publikoval časopisecky už od roku 1909. V roce 1911 přijal kněžské svěcení a stal se kaplanem ve Veličné. V roce 1913 byl přeložen do Smižan, kde působil jako kaplan až do roku 1919 (s výjimkou první světové války, během níž byl polním kurátem na východní frontě). V roce 1919 byl jmenován farářem ve Veličné, jímž zůstal až do odchodu do důchodu, a začal také pracovat jako profesor gymnázia a redaktor časopisu Duchovný pastier a týdeníku Slovák v nepříliš vzdáleném Ružomberku.
Angažoval se také v politice. V roce 1913 spolu s Andrejem Hlinkou založil Slovenskou ľudovou stranu. V parlamentních volbách v roce 1925 za ni získal poslanecké křeslo v československém Národním shromáždění. Mandát obhájil v parlamentních volbách v roce 1929. Podle údajů k roku 1929 byl profesí farářem ve Veličné na Oravě. Působil i jako publicista (psal zejména osvětové a politické články) a básník. V období válečného Slovenského státu byl okresním předsedou Hlinkovy Slovenské Lidové strany v Dolním Kubíně. Po druhé světové válce se věnoval už pouze svému kněžskému poslání.

## Dílo
- Piesne a dumky, Kníhtlačiarsky účastinársky spolok, Turčiansky Svätý Martin 1914
- Bez domu – obrázok z času vojny vo štyroch dejstvách, Kníhtlačiarsky účastinársky spolok, Turčiansky Svätý Martin 1917
- V povíchrici, Lev, Ružomberok 1919
- Až lipa zakvitne, Lev, Ružomberok 1920
- Svitaj nám, svitaj!, Lev, Ružomberok 1920
- Slovenský legionár, Lev, Ružomberok 1922
- Učiteľka – dráma v čtyroch dejstvách s premenou, Lev, Ružomberok 1922
- Kytina, vlastním nákladem, Ružomberok 1925